# Tinker Beets
Derrick John „Tinker” Beets (ur. 20 września 1941 w Bulawayo) – rodezyjski hokeista na trawie i krykiecista, olimpijczyk.
Uczestnik Letnich Igrzysk Olimpijskich 1964, na których reprezentował Rodezję Południową (późniejsze Zimbabwe) w zawodach hokeja na trawie. Zagrał w czterech z sześciu spotkań fazy grupowej. Były to kolejno mecze przeciwko reprezentacjom: Kenii (0–0), Australii (0–3), Wielkiej Brytanii (1–4) i Japonii (1–2). W trzech spotkaniach zagrał jako lewy pomocnik, jedynie przeciwko Wielkiej Brytanii wystąpił na pozycji prawego pomocnika (nie zdobył gola). Drużyna Rodezji zajęła 6. miejsce w grupie, a w końcowym zestawieniu 11. pozycję ex aequo z Belgią (na 15 startujących reprezentacji).
Uprawiał także krykiet, w latach 1960–1961 zagrał 4 spotkania dla reprezentacji Rodezji.